# 普罗沃洛内奶酪
普罗沃洛内奶酪（義大利語：Provolone）產自意大利的南部。波羅伏洛芝士的凝乳塊可塑性非常強，因此能被製成不同形狀和大小出售。新鮮的普罗沃洛内奶酪味道較淡，成熟後芝士肉上會有裂縫，散發著強烈的藥草香味。